# Ajn al-Barida
Ajn al-Barida (arab. عين الباردة) – wieś w Syrii, w muhafazie Hims. W 2004 roku liczyła 716 mieszkańców.